# SRWare Iron
SRWare Iron - браузер з відкритим вихідним кодом, що розробляється німецькою компанією SRWare на основі вихідного коду проекту Chromium. Основна причина його появи - факт відстеження дій користувача браузером Google Chrome . SRWare Iron не здійснює нічого подібного . Крім того, Iron використала WebKit і V8, в той час, як Google Chrome використовує стабільні версії цих рушіїв. Ще можна відзначити наявність у Iron функції блокування реклами (так званий Ad-blocking).

## Розробка
Iron був випущений 18 вересня 2008, через 16 днів після першого випуску Google Chrome. За словами розробників Iron, вихідний код Chromium був істотно змінений з метою видалення функціональності, пов'язаної з відстеженням дій користувача . 22 січня 2009 була випущена версія для розробників .
У пізніших версіях Iron були додані функції, засновані на кодової базі Chromium, такі як підтримка тем, можливість зміни User Agent, система розширень і покращувана підтримка Linux .
7 січня 2010 була випущена перша версія для Mac OS X .

## Відмінності між Google Chrome і SRWare Iron
|                   | Google Chrome | SRWare Iron                                                                           |
| ----------------- | --- | ------------------------------------------------------------------------------------- |
| ID клієнта        | Для кожної копії браузера створює унікальний ключ і відстежує його                                                                                       | Кожна копія ідентична                                                                 |
| Час установки     | Запам'ятовує час, коли був встановлено на комп'ютер | Не запам'ятовує час                                                                   |
| Поведінка Omnibox | При введенні адреси або пошукового запиту символи постійно вирушають на сервер Google для автодоповнення                                                 | При введенні адреси автодоповнення відбувається тільки з історії відвідувань браузера |
| Сторінки помилок  | При поверненні сайтом Список кодів стану HTTP помилки перенаправляє користувача на сайт Google                                                           | У разі помилки відображає сторінку, повернуту сайтом.                                 |
| Ідентифікатор RLZ | Відправляється на сервер Google раз на 24 години, або при пошуковому запиті , і містить деяку інформацію (наприклад, звідки і коли завантажений браузер) | Відсутня                                                                              |
| Google Updater    | Стежить за оновленнями браузера, викачує і встановлює їх при необхідності                                                                                | Відсутнє. Оновлення викачуються з сайту SRWare вручну                                 |
| Звіти про помилки | У разі помилок браузера звіти про них відправляються на сервер Google                                                                                    | В стабільних релізах помилки відсутні                                                 |